# Jack Ragland
Pour les articles homonymes, voir Ragland.
Jack Ragland, né le 9 octobre 1913 à Hutchinson, dans le Kansas, mort le 14 juin 1996 à Tucson, dans l'Arizona, est un joueur américain de basket-ball. Il évolue au poste d'arrière. 

## Palmarès
- Champion olympique 1936